# Dziady

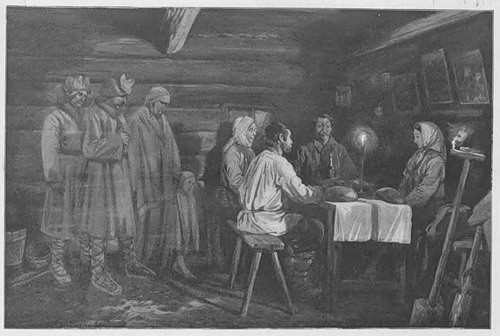
Dziady

Dziady va ser un antic banquet / festival eslau per commemorar als morts. Literalment, la paraula es tradueix com «avantpassats». Va ser celebrat dos cops a l'any (en primavera i a la tardor). Durant la festa els antics eslaus organitzaven libacions i menjars rituals en els quals els aliments i l'alcohol eren sacrificats. A les mitologies locals aquests banquets van ser organitzats tant pels vius com per a les ànimes dels avantpassats que comparteixen el dziady en les tenebres. Per permetre que trobin el seu camí al món dels vius, s'encenien focs i espelmes. Aquesta tradició va prevaldre en la forma de banquet cristià de Zaduszki (el 2 de novembre, Dia dels Difunts).
Els lituans també tenen un banquet similar, nomenat Ilges. Té arrels en èpoques paganes, i es diferencia molt poc de l'eslau Dziady.
La segona part del drama Dziady d'Adam Mickiewicz es dedica principalment al banquet de Dziady organitzat en el territori que avui és Belarús, i era popular entre els rutenis i lituans durant els temps de la Confederació de Polònia i Lituània.
A Belarús, Dziady (Дзяды) va ser portat a terme en general l'últim dissabte, abans del passat abans del dia del Sant Demetri, cap a finals d'octubre/inicis de novembre (Dźmitreuskija dziady, Sant Demetri Dziady). N'hi havia també el dia «Dziady de la Trinitat», el «carnestoltes Dziady» i algunes altres dates. Des de 1988 el Front Popular de Belarús va iniciar el renaixement de la tradició a Belarús.